# Stop Islamisation of Norway
Aturem la Islamització de Noruega (noruec: Stopp islamiseringen av Norge, SIAN) és una organització islamòfoba noruega la qual fou establerta el 2008, tot i que els seus orígens començaren el 2000. Segons el moviment, l'islam és una ideologia política totalitària que viola la Constitució de Noruega així com els valors democràtics i humans. L'organització es troba dirigida per Arne Tumyr, i compta amb milers de partidaris.